# Saint-Hilaire-sous-Charlieu
Saint-Hilaire-sous-Charlieu is een gemeente in het Franse departement Loire (regio Auvergne-Rhône-Alpes) en telt 399 inwoners (1999). De plaats maakt deel uit van het arrondissement Roanne.

## Geografie
De oppervlakte van Saint-Hilaire-sous-Charlieu bedraagt 13,4 km², de bevolkingsdichtheid is 29,8 inwoners per km².
De onderstaande kaart toont de ligging van Saint-Hilaire-sous-Charlieu met de belangrijkste infrastructuur en aangrenzende gemeenten.

## Demografie
Onderstaande figuur toont het verloop van het inwonertal (bron: INSEE-tellingen).